# Ashok Leyland

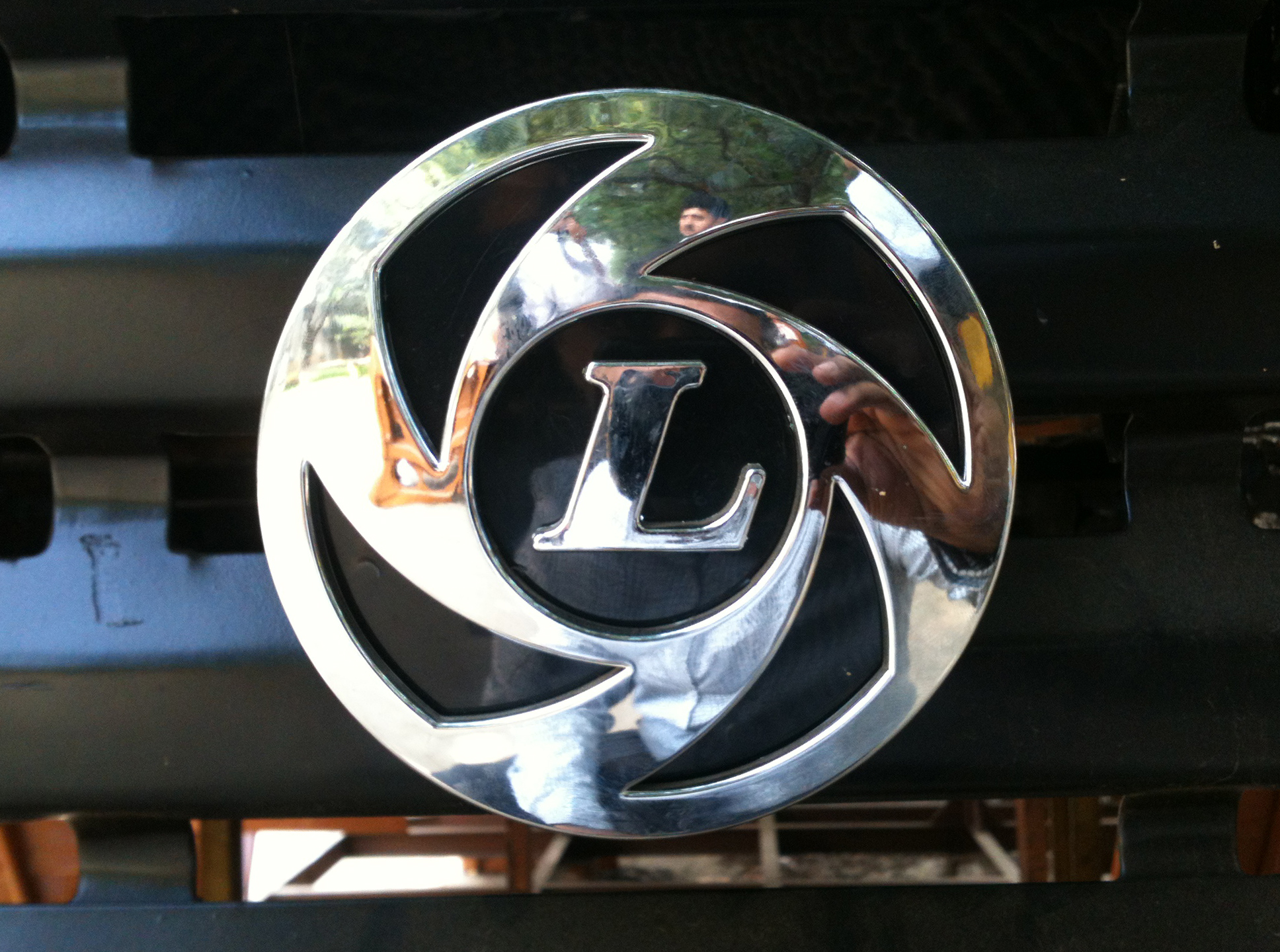
Logo

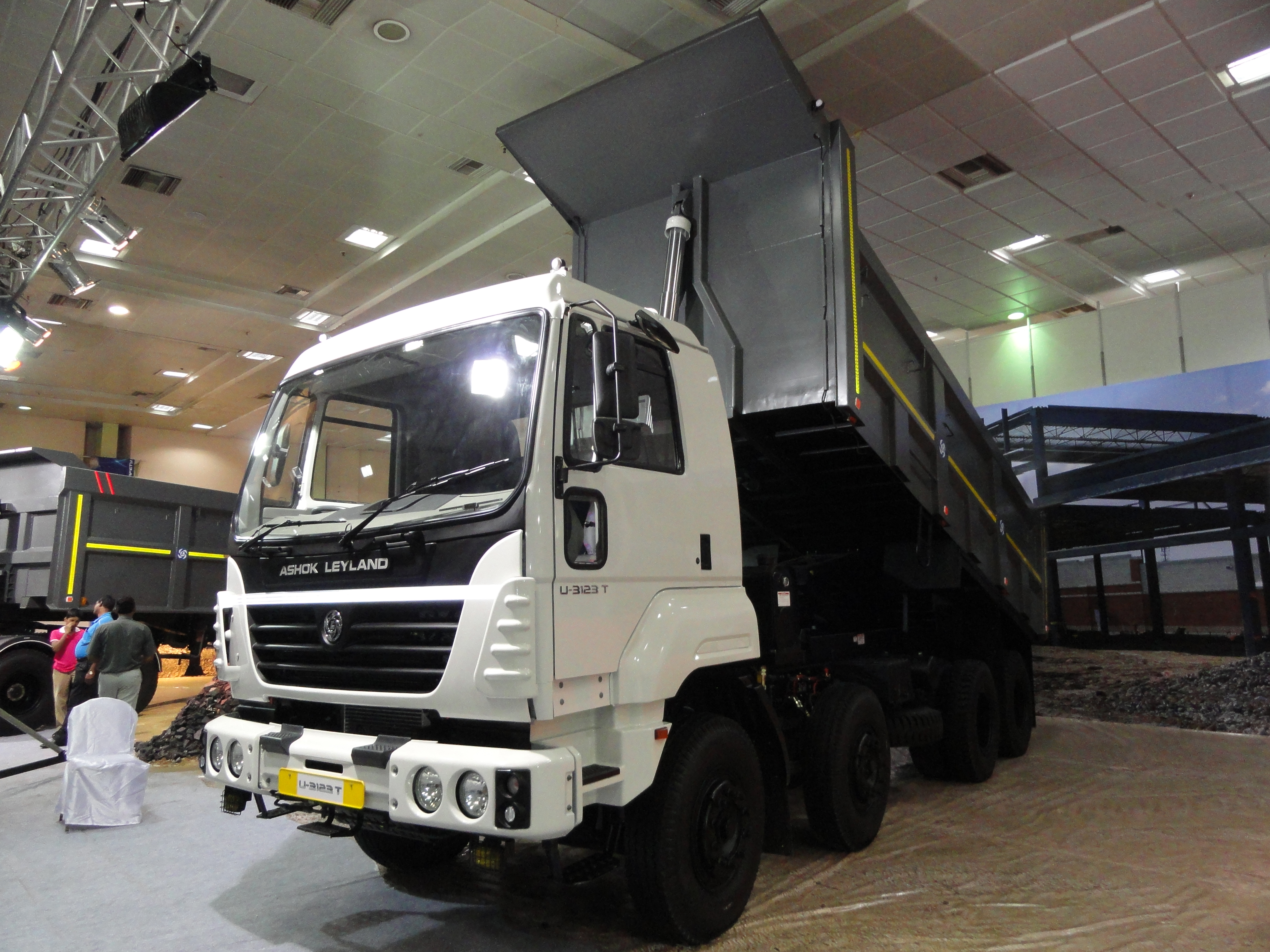
Caminhão basculante/caçamba Ashok Leyland

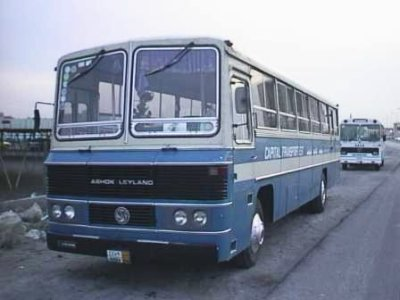
Ônibus Ashok Leyland

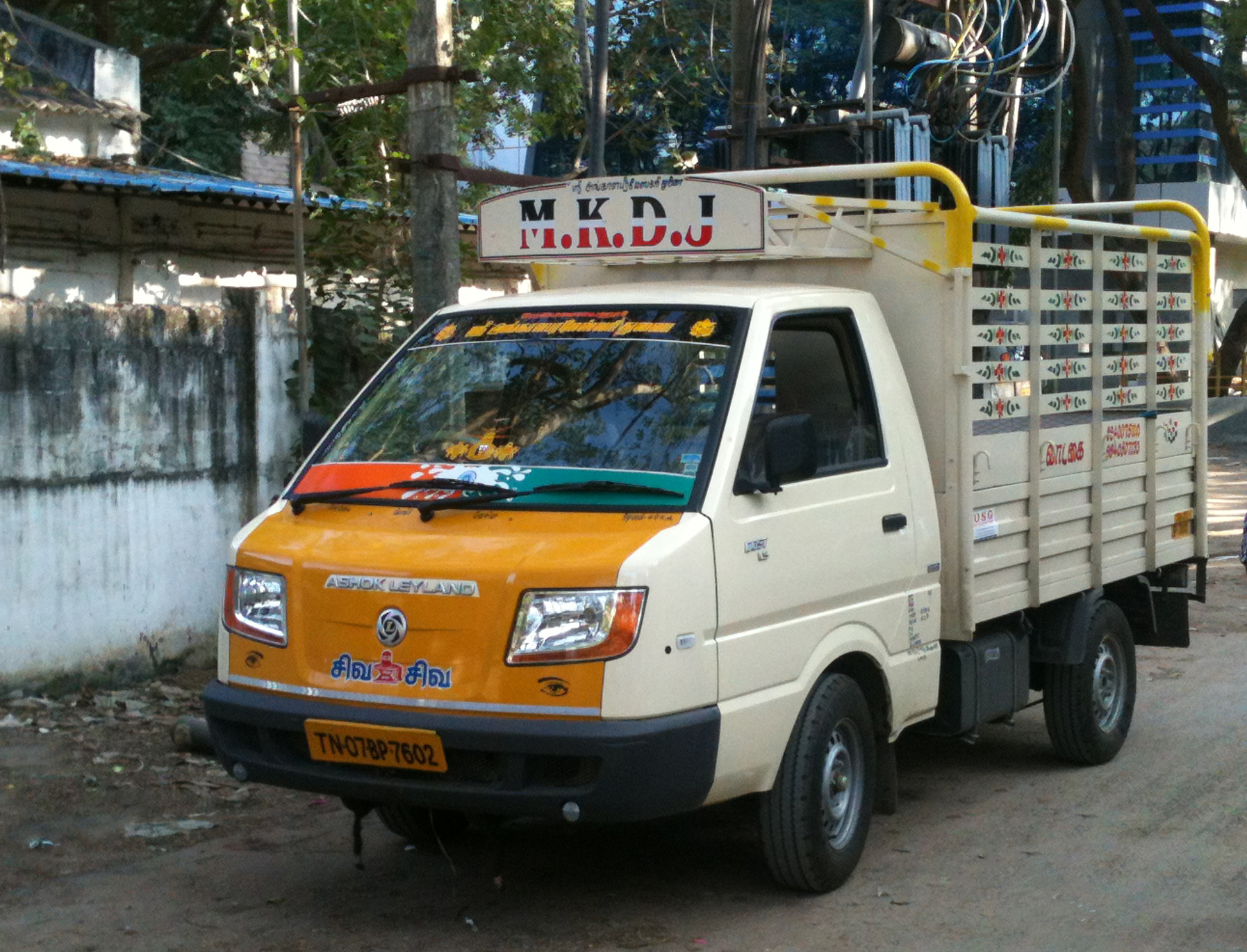
Caminhão Ashok Leyland

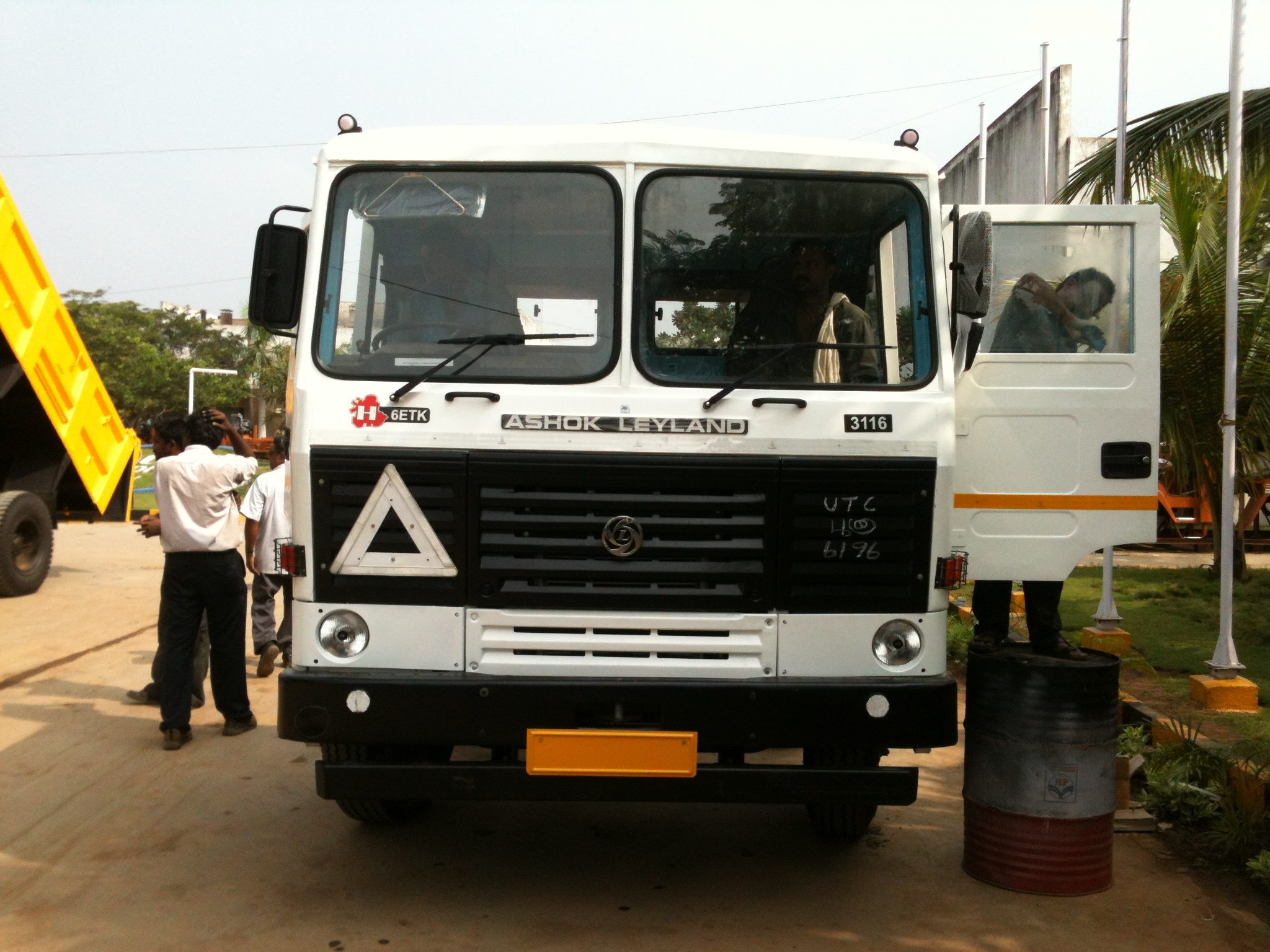
Caminhao Ashok Leyland

Ashok Leyland é uma empresa de fabricação de veículos comerciais com base em Chennai, Índia. Fundada em 1948, a empresa é uma das maiores fabricantes indianas de veículos comerciais, como caminhões e ônibus, bem como de emergência e veículos militares. Operando seis plantas, Ashok Leyland também faz peças sobressalentes e motores para aplicações industriais e marítimas. Ela vende cerca de 60.000 veículos e cerca de 7.000 motores por ano. É a segunda maior empresa de veículos comerciais na Índia, a médio e pesado de veículos comerciais (M & HCV), segmento com uma quota de mercado de 28% (2007-08). Com opções de transporte de passageiros variando de 19 a 80 seaters, Ashok Leyland é líder de mercado no segmento ônibus, com créditos para transportar mais de 60 milhões de passageiros por dia, mais pessoas do que toda a rede ferroviária indiana. No segmento de caminhões Ashok Leyland está principalmente concentrada na faixa de 16 toneladas para 25 toneladas de caminhões. No entanto Ashok Leyland tem presença no segmento de caminhões no intervalo a partir de 7,5 toneladas a 49 toneladas. A joint-venture anunciada com Nissan Motors do Japão iria melhorar a sua presença na Light Commercial Vehicle (LCV) segmento (<7,5 toneladas).

## Veículos Atuais[2]
Furgões e Caminhonetas
- Ashok Leyland Dost
  - Dost LE
  - Dost LS
  - Dost LX
- Ashok Leyland Stile
  - Stile LE
  - Stile LS
  - Stile LX

Caminhões
- Ashok Leyland 2516
  - 2516il
  - 2516il/1
  - 2516XL
- Ashok Leyland 2523
  - 2523/1
- Ashok Leyland 3116
  - 3116il
  - 3116XL
- Ashok Leyland 3118
  - 3118il XL
- Ashok Leyland 3120
- Ashok Leyland 3123XL
- Ashok Leyland 3718il
- Ashok Leyland 3518il tractor
  - U 3518il tractor
- Ashok Leyland 4018il tractor
  - U 4018il tractor
- Ashok Leyland 4023XP
  - U 4023 TT
- Ashok Leyland 4923
  - U 4923 TT
- Ashok Leyland 1616
  - 1616il
  - 1616 XL
  - 1616 XP

Ônibus
- Ashok Leyland ULE CNG BS4
- Ashok Leyland FE SLF CNG BS4
- Ashok Leyland Titan Double Decker BS3
- Ashok Leyland Stag BS3
- Caminhao Ashok LeylandAshok Leyland ULE Diesel BS4
- Ashok Leyland FE SLF BS4
- Ashok Leyland RE SLF BS4
- Ashok Leyland Vestibule Bus - BS3
- Ashok Leyland Lynx BS3
- Ashok Leyland AVION ULF

Militares
- Ashok Leyland STALLION
  - STALLION 4x4
  - STALLION 6x6
  - STALLION TOPCHI

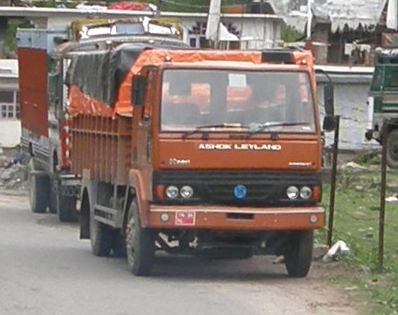
Caminhao Ashok Leyland

  - STALLION LRV - Light Recovery Vehicle
- Ashok Leyland SUPER STALLION
  - SUPER STALLION 6X6
  - SUPER STALLION 8X8
  - SUPER STALLION FAT - Field Artillery Tractor

## Lanka Ashok Leyland
A Lanka Ashok Leyland (LAL)foi formada em 1982 e com início de operações em 1983 como uma joint venture entre a Lanka Leyland Ltd (uma empresa de propriedade integral do Governo do Sri Lanka) e a Ashok Leyland Ltd Índia. A LAL importa veículos comerciais em kits desmontados e também completamente construídos, e realiza operações de montagem, reparação e serviço e construção de carroçaria em chassis. Hoje a Ashok Leyland Ltd possui 27,85% das ações da empresa.

### Produtos atuais[4]
Caminhões 8-12 toneladas
- Lanka Ashok Leyland ECOMET 1212
- Lanka Ashok Leyland ECOMET 1214
- Lanka Ashok Leyland Boss

Caminhões 16-25 toneladas
- Lanka Ashok Leyland TAURUS 2518 (EURO4)
- Lanka Ashok Leyland TUSKER SUPER 1618 (EURO4)
- Lanka Ashok Leyland COMET GOLD CG1616
- Lanka Ashok Leyland TUSKER SUPER 1613

Cavalo-mecânico
- Lanka Ashok Leyland U4923
- Lanka Ashok Leyland U4020
- Lanka Ashok Leyland 3518 Cargo

Ônibus urbanos

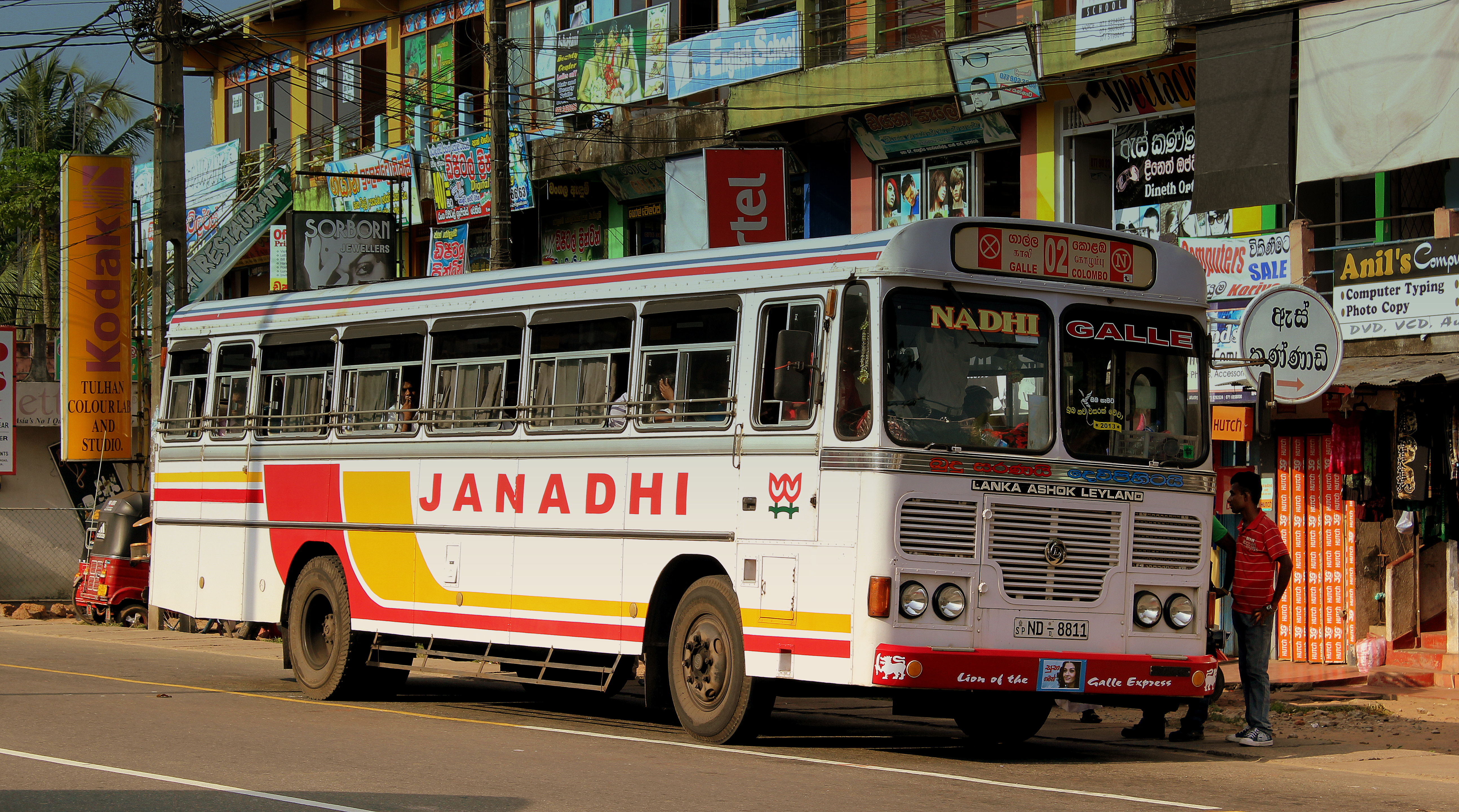
Um modelo de ônibus Lanka Ashok Leyland

- Lanka Ashok Leyland Viking (EURO4), 49, 54 e 58 assentos
- Lanka Ashok Leyland Lynx (EURO4), 33 e 35 assentos
- Lanka Ashok Leyland LYNX Smart/Strong 28 e 48 assentos
- Lanka Ashok Leyland Semi Luxury 65 assentos
- Lanka Ashok Leyland Double Decker

Ônibus escolares
- Lanka Ashok Leyland SUNSHINE
- Lanka Ashok Leyland MiTR (EURO4)
- Lanka Ashok Leyland LYNX Smart/Strong

Ônibus luxo AC
- 12m motor frontal AC - AC= Ar-condicionado
- 12m motor traseiro AC - AC= Ar-condicionado
- ULTRA LOW ENTRY AC - AC= Ar-condicionado
- MiTR AC - AC= Ar-condicionado
- Eagle AC - AC= Ar-condicionado
- Lynx AC - AC= Ar-condicionado

Ônibus Super Luxo
- Lanka Ashok Leyland Viking
- Lanka Ashok Leyland ULE
- Lanka Ashok Leyland Luxura Magical

Comerciais leves de carga
- Lanka Ashok Leyland DOST (EURO4)
- Lanka Ashok Leyland DOST PLUS
- Lanka Ashok Leyland Partner
- Lanka Ashok Leyland DOST - motor convencional

Comerciais leves de passageiros
- Lanka Ashok Leyland MiTR (EURO4)

Linha especial
| Tanques sanitários         | Cisternas                                                             | Misturadores de concreto | Containers                                                                       | Guindaste articulado              | Refrigerados              | Compactadores                        | Isolados                                                               | Cesto aéreo                       | Guincho                          |
| -------------------------- | --------------------------------------------------------------------- | ------------------------ | -------------------------------------------------------------------------------- | --------------------------------- | ------------------------- | ------------------------------------ | ---------------------------------------------------------------------- | --------------------------------- | -------------------------------- |
| Tusker Super 1613 – 8,000L | Taurus 2518 • combustível 19,800L • água 16,000 a 20,000L             | U3123                    | Taurus 2518 - 24 ft Container (Aluminium / Steel) body                           | Tusker Super 1613 with 5Ton Crane | Tusker Super 1618 Freezer | Taurus 2518 – 14 CBM Compactor       | Partner 4 Tyre / 6 tyre – 10 ft / 11ft / 14ft Insulated Container body | Partner – 11 meter working height | Wrecker (Tow Trucks) – 4×2 / 4×4 |
| Ecomet – 6,000L            | Tusker Super 1613 / 1618 • combustível 13,200L • água 8,000 a 15,000L | U2518                    | Tusker Super 1618 – 24 ft Container (Aluminium / Steel) body                     | Ecomet with 3Ton Crane            | Tusker Super 1613 Freezer | Tusker Super 1613 – 12 CBM Compactor | DOST – 8½ ft Insulated Container body                                  | –                                 | –                                |
| Partner – 3,000L           | Ecomet • combustível 6,600L • água 5,000 a 7,000L                     | Taurus 2518              | Tusker Super 1613 – 20 ft Container (Aluminium / Steel) body                     | –                                 | Ecomet Freezer            | Ecomet – 8 CBM Compactor             | –                                                                      | –                                 | –                                |
| –                          | Partner • combustível 3,300L • água 4,000                             | Tusker Super 1613        | Ecomet – 16ft / 19ft Container (Aluminium / Steel) body.                         | –                                 | Partner 6 Tyre Freezer    | Partner – 4 CBM Compactor            | –                                                                      | –                                 | –                                |
| –                          | DOST • combustível/água 2,000L                                        | –                        | Partner 4 Tyre / 6 tyre – 10 ft / 11ft / 14ft Container (Aluminium / Steel) body | –                                 | Partner 4 Tyre Freezer    | –                                    | –                                                                      | –                                 | –                                |
| –                          | –                                                                     | –                        | DOST – 8½ ft Aluminium Container body with plain sheet / corrugated sheet        | –                                 | DOST Freezer              | –                                    | –                                                                      | –                                 | –                                |